# Chiesa di San Martino Vescovo (Entratico)
La chiesa di San Martino Vescovo è la parrocchiale di Entratico, in provincia e diocesi di Bergamo; fa parte del vicariato di Trescore. 

## Storia
La presenza di una cappella ad Entartico, filiale della pieve di Mologno, è attestata già nel XIII secolo; questa chiesa era in stile romanico, ad un'unica navata e con tre altari.
 Dalla relazione della visita pastorale del 1575 dell'arcivescovo di Milano Carlo Borromeo si apprende che la chiesa di Entratico, compresa nella pieve foraniale di Mologno, era dotata di quattro altari, che in essa avevano sede le scuole della Dottrina Cristiana e del Santissimo Sacramento, che aveva come filiale l'oratorio della Beata Vergine di Loreto, che la parrocchia aveva un beneficio di 200 lire e che i fedeli erano 310.
 Nel 1594 il vescovo Giambattista Milani ordinò che la chiesa venisse ampliata spostando indietro il coro di cinque passi.
Nel XVII secolo fu eretto il campanile.
 Nell'elenco della chiese della diocesi di Bergamo stilato nel 1666 dal cancelliere Marenzi si legge che nella chiesa di Entratico, che aveva come filiale l'oratorio di Santa Maria Annunziata, avevano sede le scuole del Santissimo Sacramento e del Rosario e che i parrocchiani erano 331. 
Grazie a un documento del 1734 si conosce che la parrocchia era entrata a far parte del vicariato di Borgo di Terzo; l'11 agosto 1774 il vescovo di Bergamo Marco Molin conferì alla chiesa il titolo di prepositurale.
All'inizio del XIX secolo la struttura fu distrutta da una scossa sismica; si rese necessaria, dunque, la sua ricostruzione, condotta tra il 1810 ed il 1811. La consacrazione fu impartita il 6 novembre 1871 dal vescovo Pier Luigi Speranza.
L'edificio venne ampliato nel 1885 su progetto dell'architetto Antonio Preda, mentre nel 1936 la facciata fu ristrutturata su disegno di Dante Fornoni.
 Il 27 maggio del 1950 il vescovo Adriano Bernareggi consacrò il nuovo concerto di campane.
Il 28 giugno 1971 la chiesa entrò a far parte della zona pastorale XVI, per poi essere aggregata il 27 maggio 1979 al vicariato di Trescore Balneario.
Il tetto dell'edificio venne rifatto tra il 1991 ed il 1992.

## Descrizione
La chiesa ospita il polittico del Miracolo opera marinoniana dei primi anni del Cinquecento, lavoro che si sviluppa su cinque tavole raffiguranti nella tavola centrale la Madonna col Bambino in trono, e laterali san Sebastiano e sant'Antonio abate a sinistra, e a destra san Rocco e san Pietro. Il trittico originariamente si chiudeva come una piccola edicola che aveva raffigurati sulle ante l'angelo annunciante e Maria annunciata. Il polittico risulta descritto nel 1907 presente sull'altare di sinistra della piccola chiesa intitolata all'Annunciazione.